# Манта (озеро)
Манта (рум. Manta) — природне озеро на південному заході Молдови. Відомо різноманітною флорою і фауною. Належить до Рамсарських водно-болотних угідь. Здавна відігравало певну роль в іригації навколишніх земель, було важливим об'єктом рибальства і туризму. З 1990-х років деградує внаслідок зміни довкілля. З метою охорони озеро запропоновано включити до складу заповідника Прутул-де-Жос.

## Географія та гідрологія

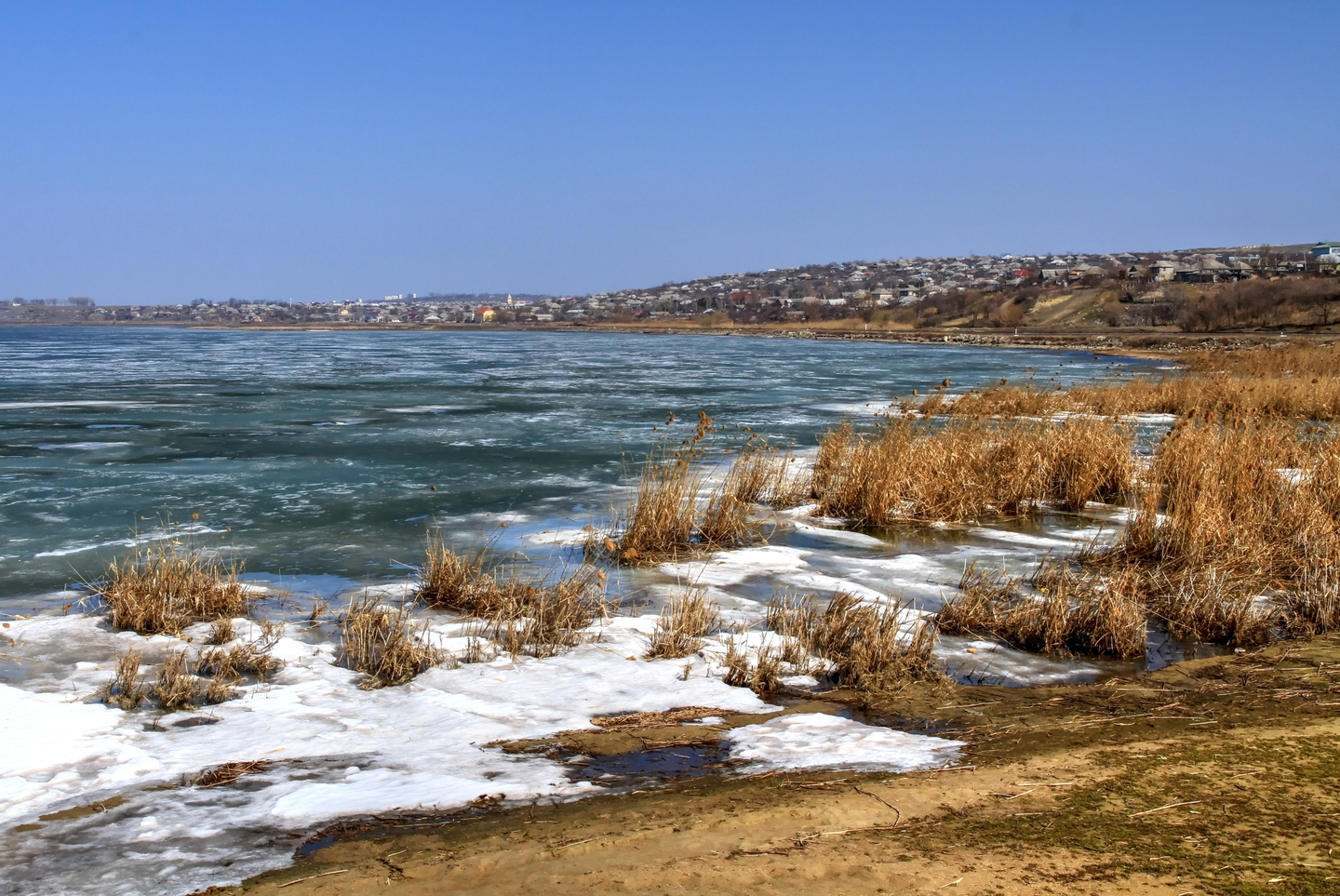
Вигляд Манти взимку на тлі села Крігана-Веке.

Озеро Манта розташоване на південному заході Молдови, майже упритул до державного кордону з Румунією, який проходить по річці Прут. Адміністративно воно знаходиться в межах Кагульського району, лежить в трьох кілометрах на південь від міста Кагул. На східному березі водойми розташоване село Крігана-Веке. З півдня до нього прилягає озеро Драчеле, від якого Манту відділяє вузька смуга суходолу. Через Крігана-Веке у напрямку з півночі на південь прокладена залізнична колія та автомобільна дорога R34.
Манта знаходиться в рівнинній місцевості. Його обриси майже прямокутні, озеро дещо витягнуте в напрямку зі сходу на захід. Відстань між найвіддаленішими берегами (довжина) складає 7 км. Площа озера становить 21 км², однак вона має тенденцію до скорочення внаслідок поступового обміління водойми. За своїм походженням це озеро реліктове, тобто утворене в давнину талими водами льодовика. Однак за сучасним водним режимом Манта належить до заплавних озер. В його живленні значну роль відіграють невеликі протоки, що з'єднують замкнену водойму з Прутом. Під час весняного водопілля через них в озеро поступає велика кількість річкової води. Дамба, насипана при прокладці залізничної колії, погіршила водообмін із заплавою Прута. Про масштаби деградації водойми свідчить той факт, що ще на початку XX століття глибина цього озера на окремих ділянках сягала 8—10 м, а в XXI столітті максимальна глибина Манти не перевищує 2 м.
Погіршення живлення вплинуло і на гідрохімію озера. Манта, будучи прісною водоймою, містила невелику кількість розчинних солей. Після обміління мінералізація вод озера зросла й інколи сягає величини 7 г/л. Зменшення об'єму води обумовило також погіршення кисневого режиму.

## Біота

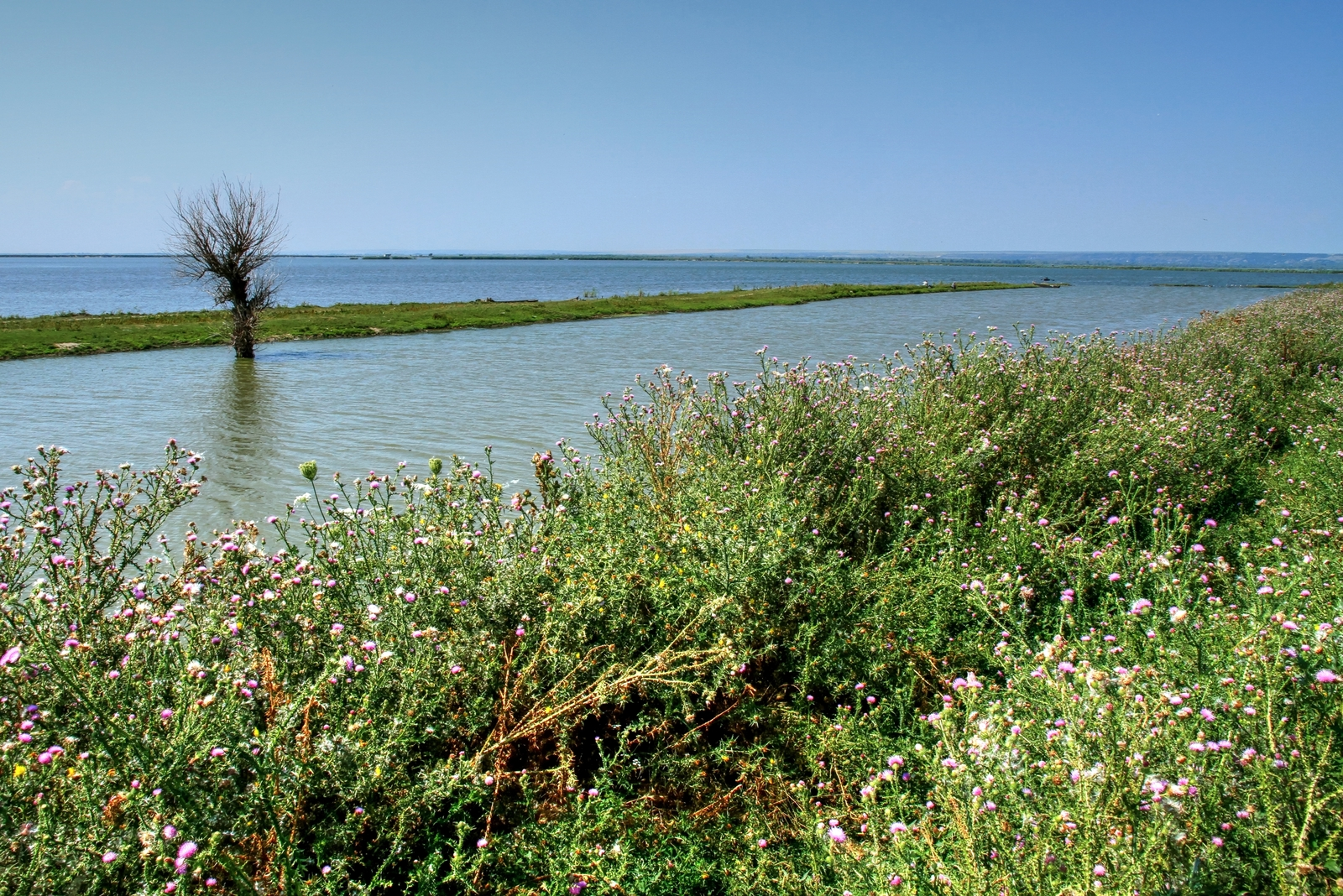
Прибережна рослинність.

Озеро Манта має пологі береги та рівне дно. Воно добре прогрівається, а тому особливо сприятливе для існування багатьох тепловодних організмів. Рослинність цієї водойми багата, хоча дещо одноманітна. Береги безлісі, вкриті лучними травами і заростями очерету. Дерева на них зростають, як правило, поодиноко. Поблизу берега дно часто вкрите водоростями. Плесо осяжне, але пересічене штучними насипами. Великий відкритий простір озера приваблює птахів, які гніздуються тут постійно або зупиняються перепочити під час сезонних перельотів. Окрім звичайних для Молдови водоплавних пернатих, таких як крижні, тут можна було побачити і рідкісних пеліканів. Велике значення озера в житті птахів підкреслене включенням його до переліку водно-болотних угідь Рамсарської конвенції.
В минулому озеро Манта було багате на рибу. Обміління водойми, а особливо його наслідки — підвищення солоності та зменшення вмісту кисню — різко погіршили умови існування риб. Без додаткових охоронних заходів Манта може перетворитися на слабосолоне озеро, схоже на лиман.

## Значення

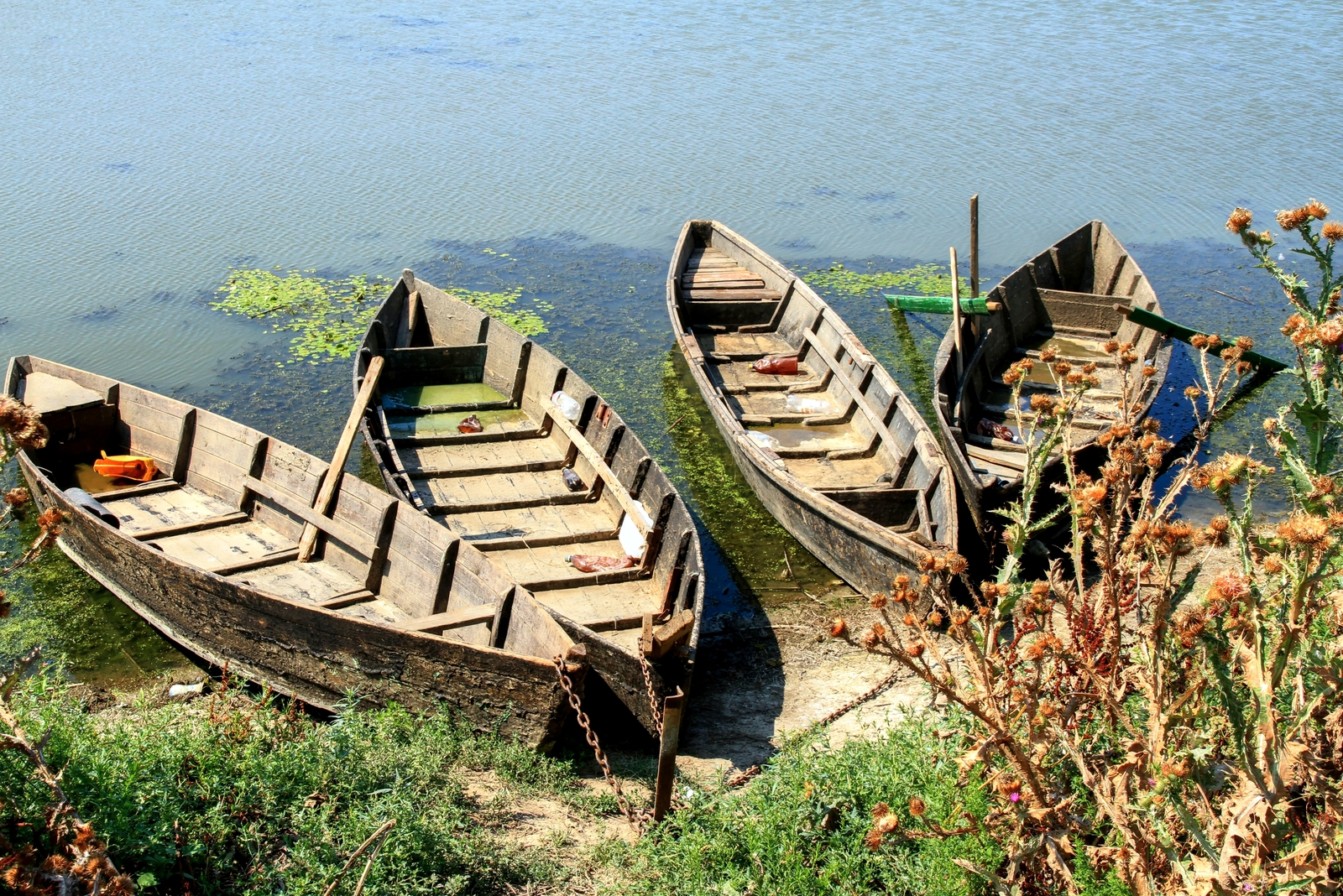
Рибальські човни на березі Манти.

Віддавна околиці Манти були заселені людьми, яких приваблювали сприятливі умови для ведення сільського господарства. Приозерні луки були придатні для випасання худоби, а лани і городи частково зрошувались водою, яку брали з озера. Крім того, Манта була місцевим осередком рибальства.
В 1990-х роках на півдні Молдови розпочались інтенсивні геологорозвідувальні роботи, тут запрацювали декілька нафтових і газових вишок. Для їх обслуговування уздовж озера проклали залізничну колію. Подекуди вона проходила прямо над водами Манти по спеціально насипаній дамбі. Порушення гідрологічного режиму, спричинені цим будівництвом, зменшили рибні запаси, що негативно відбилось на економіці місцевих домогосподарств. Сильно мінералізована вода озера стала непридатною для зрошення. Задля збереження екосистеми, Манту разом із сусідніми озерами Драчеле і Ротунда запропоновано включити до складу заповідника Прутул-де-Жос. Очікують, що це не тільки сприятиме відновленню природи, але й привабить туристів задля пожвавлення економіки краю.